# 会染駅
会染駅（あいそめえき）は、かつて長野県北安曇郡会染村（現・池田町会染）内鎌にあった池田鉄道の駅（廃駅）である。

## 歴史
- 1926年（大正15年）9月21日：池田鉄道の全通により開業[1]。
- 1938年（昭和13年）6月6日：廃線により廃止[2]。

## 駅構造
単式ホーム1面1線を有した。

## 廃線後
個人宅の敷地内に取り込まれている。近隣には、池田町営バスの内鎌バス停がある（2023年現在）。

## 周辺
2025年時点で田畑や宅地が目立つ。

## 隣の駅
池田鉄道
十日市駅 - 会染駅 - 柏木駅